# 小特米河
小特米河（俄语：Река Малая Тымь）是萨哈林州特莫夫斯科耶区的河流，长66公里，流域面积917平方公里，在距河口234公里处的特莫夫斯科耶注入特米河。

## 引用
1. ↑  М·Г·瓦西科夫斯基. . 列宁格勒: 气象出版社. 1973 （俄语）.
2. ↑  . 国家水登记处.   [2024-01-01]. （原始内容存档于2024-01-01） （俄语）.